# Villa (mosca)

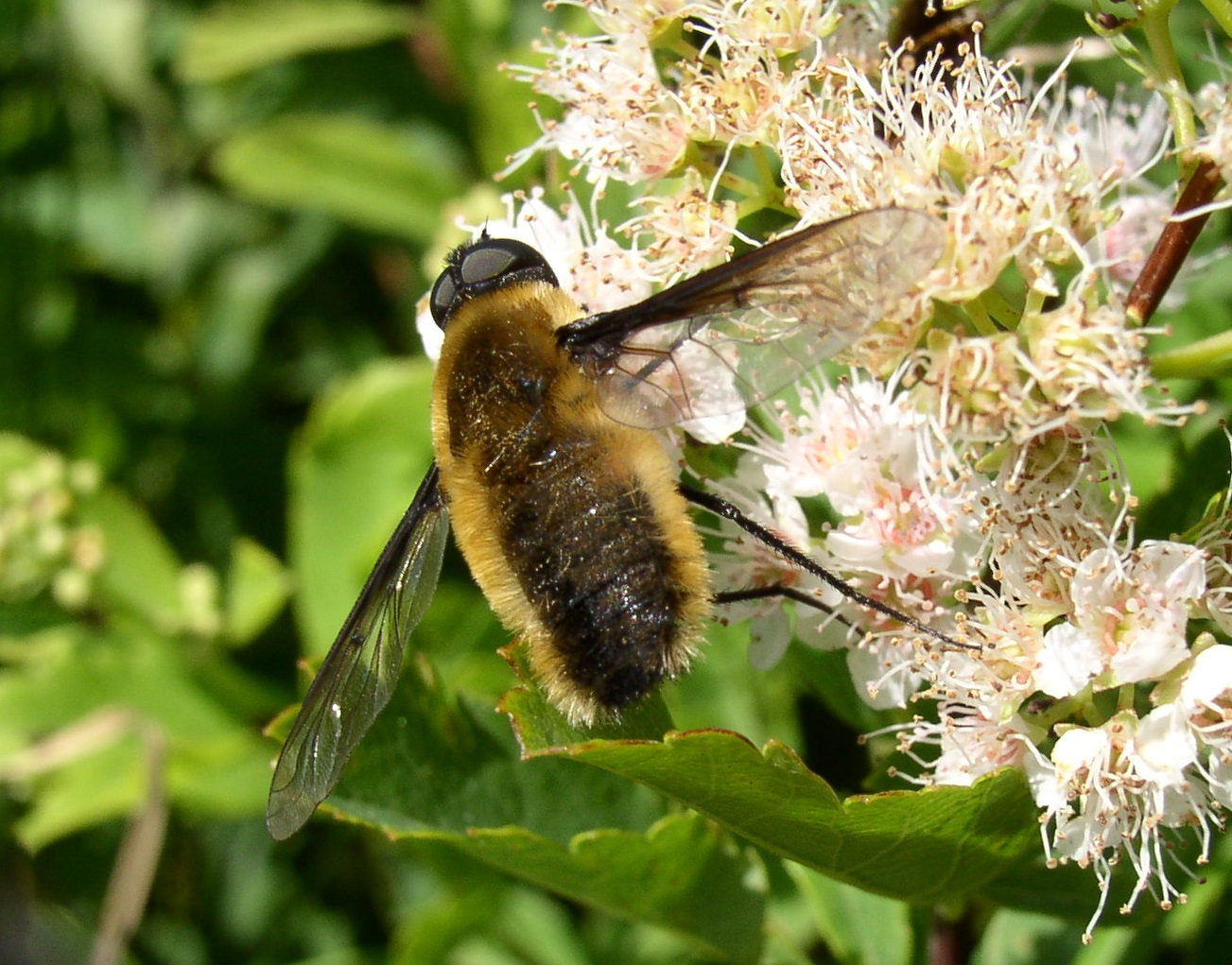
Villa fulviana. Cadillac Mountain, Acadia National Park, Hancock County, Maine, USA

Villa es un género de moscas de la familia (Bombyliidae). Miden de 5 a 17 mm; tienen cabezas redondeadas. Los machos de algunas especies tienen una capa de finas escamas brillantes. Hay alrededor de 270 especies que se encuentran en todos los continentes, excepto Antártida. Se pueden diferenciar de géneros similares (Hemipenthes) por la venación de las alas.
Son parasitoides de Noctuidae, Lycaenidae, Tabanidae, Tenebrionidae, Myrmeleontidae.

## Especies
(Lista incompleta)
- Villa abaddon  (Fabricius, 1794)
- Villa adusta (Loew, 1869)
- Villa aenea (Coquillett, 1887)
- Villa agrippina (Osten Sacken, 1887)
- Villa albicollaris Cole, 1923
- Villa ariditata Cole, 1923
- Villa brunnea Becker 1916
- Villa cana (Meigen, 1804)
- Villa chromolepida Cole, 1923
- Villa cingulata (Meigen, 1804)[3]
- Villa cingulum (Wiedemann in Meigen 1820)
- Villa claripennis (Kowarz 1867)
- Villa connexa (Macquart, 1855)
- Villa consessor (Coquillett, 1887)
- Villa deludens Francois 1966
- Villa distincta Meigen in Waltl 1838
- Villa efflatouni El-Hawagry & Greathead, 2006[4]
- Villa fasciculata Becker 1916
- Villa faustina (Osten Sacken, 1887)
- Villa flavicincta Cole, 1923
- Villa flavocostalis Painter, 1926
- Villa fumicosta Painter, 1962
- Villa gemella (Coquillett, 1892)
- Villa gracilis (Macquart, 1840)
- Villa haesitans Becker 1916
- Villa halteralis Kowarz 1883
- Villa handfordi Curran, 1935
- Villa harveyi (Hine, 1904)
- Villa hottentotta (Linnaeus, 1758)
- Villa hypomelas (Macquart, 1840)
- Villa ixion (Fabricius 1794)
- Villa leucostoma (Meigen 1820)
- Villa livia (Osten Sacken, 1887)
- Villa manillae Evenhuis, 1993
- Villa melaneura (Loew 1869)
- Villa modesta (Meigen, )[2][3]
- Villa molitor (Loew, 1869)
- Villa moneta (Osten Sacken, 1887)
- Villa mucorea (Loew, 1869)
- Villa nebulo (Coquillett, 1887)
- Villa niphobleta (Loew 1869)
- Villa nitida Cole, 1923
- Villa occulta (Wiedemann in Meigen 1820)
- Villa paramuscaria Evenhuis & Hall, 1989
- Villa peninsularis Cole, 1923
- Villa praeterissima Francois 1967
- Villa pretiosa (Coquillett, 1887)
- Villa psammina Cole, 1960
- Villa sabina (Osten Sacken, 1887)
- Villa salebrosa Painter, 1926
- Villa scrobiculata (Loew, 1869)
- Villa senecio (Loew 1869)
- Villa sexfasciata Wiedemann, 1821
- Villa semifulvipes Painter, 1962
- Villa shawii (Johnson, 1908)
- Villa sini Cole, 1923
- Villa sonorensis Cole, 1923
- Villa squamigera (Coquillett, 1892)
- Villa stenozoides El-Hawagry & Greathead, 2006[4]
- Villa stenozona (Loew, 1869)
- Villa supina (Coquillett, 1887)
- Villa terrena (Coquillett, 1892)
- Villa tomentosa Becker 1916
- Villa vacans (Coquillett, 1887)
- Villa vanduzeei Cole, 1923
- Villa vasitias (Cole, 1923)
- Villa venusta (Meigen, 1820)[3]
- Villa vestita (Walker, 1849)